# Laura Pigossi
Laura Pigossi Herrmann de Andrade (* 2. August 1994 in São Paulo) ist eine brasilianische Tennisspielerin.

## Karriere
Pigossi spielt hauptsächlich auf Turnieren der ITF Women’s World Tennis Tour, bei der sie bislang zehn Einzel- und 43 Doppeltitel gewonnen hat. Weiters gewann Pigossi einen WTA-Challenger-Titel in Buenos Aires und einen im Doppel in Florianópolis. Ihre bislang besten Weltranglistenplatzierungen erreichte sie im Einzel im August 2022 mit Rang 100 und im Doppel im Februar 2020 mit Rang 125.
Im Jahr 2013 spielte Pigossi erstmals für die brasilianische Billie-Jean-King-Cup-Mannschaft; ihre Billie-Jean-King-Cup-Bilanz weist bislang 9 Siege bei 9 Niederlagen aus.
2021 gewann sie bei den Olympischen Spielen von Tokio Bronze im Doppel zusammen mit Luisa Stefani.

## Turniersiege

### Einzel
| Nr. | Datum              | Turnier               | Kategorie      | Belag     | Finalgegnerin        | Ergebnis       |
| --- | ------------------ | --------------------- | -------------- | --------- | -------------------- | -------------- |
| 1.  | 15. September 2012 | São José dos Campos   | ITF $10.000    | Sand      | Maria Fernanda Alves | 6:2, 0:6, 7:5  |
| 2.  | 8. Juni 2014       | Campos do Jordão      | ITF $15.000    | Hartplatz | Victoria Bosio       | 4:6, 6:1, 7:62 |
| 3.  | 28. November 2015  | Pereira               | ITF $10.000    | Sand      | Victoria Bosio       | 5:7, 6:0, 6:2  |
| 4.  | 26. März 2016      | São José do Rio Preto | ITF $10.000    | Sand      | Fernanda Brito       | 6:1, 7:5       |
| 5.  | 14. Februar 2021   | Villena               | ITF W15        | Hartplatz | Jekaterina Jaschina  | 3:6, 6:0, 6:4  |
| 6.  | 14. März 2021      | Pune                  | ITF W25        | Hartplatz | Marianna Sakarljuk   | 6:0, 3:6, 7:65 |
| 7.  | 31. Oktober 2021   | Guayaquil             | ITF W25        | Sand      | Katharina Gerlach    | 6:0, 6:2       |
| 8.  | 5. August 2023     | Feira de Santana      | ITF W60        | Hartplatz | Jana Kaladsinskaja   | 6:1, 6:4       |
| 9.  | 3. Dezember 2023   | Buenos Aires          | WTA Challenger | Sand      | María Carlé          | 6:3, 6:2       |
| 10. | 2. März 2024       | Pretoria              | ITF W50        | Hartplatz | Hanne Vandewinkel    | 6:2, 4:6, 7:5  |
| 11. | 6. Oktober 2024    | São Paulo             | ITF W75        | Sand      | Beatrice Ricci       | 63:7, 6:3, 6:3 |

### Doppel
| Nr. | Datum              | Turnier                   | Kategorie      | Belag     | Partnerin                    | Finalgegnerinnen                              | Ergebnis           |
| --- | ------------------ | ------------------------- | -------------- | --------- | ---------------------------- | --------------------------------------------- | ------------------ |
| 1.  | August 2011        | Mogi das Cruzes           | ITF $10.000    | Sand      | Flávia Dechandt Araújo       | Eduarda Piai Karina Venditti                  | 7:63, 4:6, [12:10] |
| 2.  | September 2011     | São José dos Campos       | ITF $10.000    | Sand      | Flávia Dechandt Araújo       | María Irigoyen Carla Lucero                   | 3:6, 7:5, [10:8]   |
| 3.  | 14. September 2012 | São José dos Campos       | ITF $10.000    | Sand      | Maria Fernanda Alves         | Paula Feitosa Nathália Rossi                  | 6:0, 6:3           |
| 4.  | 21. September 2012 | Bogotá                    | ITF $10.000    | Sand      | Yuliana Lizarazo             | Blair Shankle Laura Ucrós                     | 6:2, 6:2           |
| 5.  | 3. August 2013     | São Paulo                 | ITF $10.000    | Sand      | Carolina Zeballos            | Nathália Rossi Luisa Stefani                  | 6:3, 6:4           |
| 6.  | 11. Oktober 2013   | Asunción                  | ITF $25.000    | Sand      | Florencia Molinero           | Vanesa Furlanetto Carolina Zeballos           | 5:7, 6:4, [10:8]   |
| 7.  | 30. November 2013  | Monterrey                 | ITF $25.000    | Hartplatz | Florencia Molinero           | Indy de Vroome Lenka Wienerová                | 7:5, 7:5           |
| 8.  | 13. Dezember 2013  | Mata de São João          | ITF $25.000    | Sand      | Paula Cristina Gonçalves     | Montserrat González Carolina Zeballos         | 6:2, 6:2           |
| 9.  | 21. Dezember 2013  | Bertioga                  | ITF $25.000    | Hartplatz | Paula Cristina Gonçalves     | Verónica Cepede Royg María Irigoyen           | 2:6, 6:4, [10:7]   |
| 10. | 7. Juni 2014       | Campos do Jordão          | ITF $15.000    | Hartplatz | Nathália Rossi               | Victoria Bosio Ana Clara Duarte               | 6:4, 6:2           |
| 11. | 27. September 2014 | Ciudad Juárez             | ITF $25.000    | Sand      | Mariana Duque Mariño         | Ioana Loredana Roșca Lenka Wienerová          | 6:1, 3:6, [10:4]   |
| 12. | 24. April 2015     | Guadalajara               | ITF $15.000    | Hartplatz | Marcela Zacarías             | Maria Fernanda Alves Renata Zarazúa           | 6:1, 6:2           |
| 13. | 5. September 2015  | Prag                      | ITF $10.000    | Sand      | Zuzana Luknárová             | Jana Jablonovská Vendula Žovincová            | 6:3, 6:74, [10:6]  |
| 14. | 2. Oktober 2015    | Santa Fe                  | ITF $10.000    | Sand      | María Fernanda Álvarez Terán | Catalina Pella Daniela Seguel                 | 2:6, 6:2, [10:3]   |
| 15. | 16. Oktober 2015   | São Paulo                 | ITF $10.000    | Sand      | María Fernanda Álvarez Terán | Melina Ferrero Carla Lucero                   | 6:3, 4:6, [10:5]   |
| 16. | 14. November 2015  | Caracas                   | ITF $10.000    | Sand      | Catalina Pella               | Jaqueline Cristian Aymet Uzcátegui            | 5:7, 6:1, [10:4]   |
| 17. | 20. November 2015  | Caracas                   | ITF $10.000    | Sand      | Catalina Pella               | Julieta Estable Ana Victoria Gobbi Monllau    | 1:1 Aufgabe        |
| 18. | 27. November 2015  | Pereira                   | ITF $10.000    | Sand      | Jaqueline Cristian           | Maria Herazo Gonzalez Daniella Roldan         | 7:5, 6:3           |
| 19. | 3. Juni 2016       | Hódmezővásárhely          | ITF $25.000    | Sand      | Nadia Podoroska              | Irina Bara Lina Gjorcheska                    | 7:5, 6:3           |
| 20. | 10. Juni 2016      | Minsk                     | ITF $25.000    | Sand      | Ulrikke Eikeri               | Ilona Kremen Iryna Schymanowitsch             | 6:2, 6:4           |
| 21. | 29. Juli 2016      | Campos do Jordão          | ITF $25.000    | Hartplatz | Ingrid Gamarra Martins       | Maria Fernanda Alves Luisa Stefani            | 6:3, 3:6, [10:8]   |
| 22. | 23. September 2016 | Hua Hin                   | ITF $25.000    | Hartplatz | Jana Sisikowa                | Wei Zhanlan Zhao Qianqian                     | 6:3, 2:6, [10:4]   |
| 23. | 30. September 2016 | Hua Hin                   | ITF $25.000    | Hartplatz | Katarzyna Kawa               | Kamonwan Buayam Lee Pei-chi                   | 7:5, 6:75, [10:6]  |
| 24. | 3. Dezember 2016   | Castellón                 | ITF $10.000    | Sand      | Jessika Ponchet              | Arabela Fernández Rabener Isabelle Wallace    | 6:1, 6:3           |
| 25. | 21. Januar 2017    | Hammamet                  | ITF $15.000    | Sand      | María Teresa Torró Flor      | Cristina Dinu Jana Sisikowa                   | 6:2, 6:4           |
| 26. | 28. Januar 2017    | Hammamet                  | ITF $15.000    | Sand      | Despina Papamichail          | Victoria Muntean Sun Xuliu                    | 6:3, 4:6, [10:5]   |
| 27. | 17. März 2018      | Hammamet                  | ITF $15.000    | Sand      | Oana Gavrilă                 | Melanie Klaffner Oana Georgeta Simion         | 7:5, 6:76, [11:9]  |
| 28. | 26. März 2018      | Hammamet                  | ITF $15.000    | Sand      | Montserrat González          | Camilla Scala Isabella Schinikowa             | 6:2, 6:0           |
| 29. | 4. Mai 2018        | Tiflis                    | ITF $25.000    | Hartplatz | Tereza Mihalíková            | Swjatlana Piraschenka Erika Vogelsang         | 6:4, 6:1           |
| 30. | 25. Mai 2018       | Les Franqueses del Vallès | ITF $25.000    | Hartplatz | Giuliana Olmos               | Raluca Șerban Pranjala Yadlapalli             | 6:4, 6:4           |
| 31. | 7. Juli 2018       | Rom                       | ITF $60.000+H  | Sand      | Renata Zarazúa               | Anastasia Grymalska Giorgia Marchetti         | 6:1, 4:6, [13:11]  |
| 32. | 28. Juli 2018      | Porto                     | ITF $25.000    | Sand      | Montserrat González          | Cristina Bucșa Ramu Ueda                      | 7:5, 6:0           |
| 33. | 16. Februar 2019   | Scharm asch-Schaich       | ITF W15        | Hartplatz | Anna Morgina                 | Nika Schytkouskaja Anastassija Suchotina      | 6:2, 6:2           |
| 34. | 30. März 2019      | Campinas                  | ITF W25        | Sand      | Danka Kovinić                | Carolina M. Alves Gabriela Cé                 | 6:3, 6:2           |
| 35. | 14. Oktober 2019   | Lagos                     | ITF W25        | Hartplatz | Rutuja Bhosale               | Sandra Samir Prarthana Thombare               | 4:6, 6:4, [10:7]   |
| 36. | 19. Oktober 2019   | Lagos                     | ITF W25        | Hartplatz | Rutuja Bhosale               | Sandra Samir Prarthana Thombare               | 6:3, 6:73, [10:6]  |
| 37. | 18. Januar 2020    | Malibu                    | ITF W25        | Hartplatz | Rosalie van der Hoek         | Astrid Wanja Brune Olsen Anastasia Iamachkine | 6:4, 7:64          |
| 38. | 25. Januar 2020    | Petit-Bourg               | ITF W25        | Hartplatz | Rosalie van der Hoek         | Mylène Halemai Manon Léonard                  | 6:2, 6:1           |
| 39. | 18. September 2021 | Medellín                  | ITF W25        | Sand      | María Herazo González        | Rasheeda McAdoo Victoria Rodríguez            | 6:2, 7:5           |
| 40. | 16. Oktober 2021   | Lima                      | ITF W25        | Sand      | María Carlé                  | María Paulina Pérez García Jessica Plazas     | 6:1, 6:1           |
| 41. | 13. November 2021  | Aparecida de Goiânia      | ITF W25        | Sand      | Anna Sisková                 | Merel Hoedt Luisa Meyer auf der Heide         | 6:2, 7:65          |
| 42. | 05. Mai 2024       | Wiesbaden                 | ITF W100       | Sand      | Samantha Murray Sharan       | Himeno Sakatsume Anita Wagner                 | 7:5, 6:2           |
| 43. | 17. Mai 2024       | Zagreb                    | ITF W75        | Sand      | Céline Naef                  | Emily Appleton Prarthana Thombare             | 4:6, 6:1, [10:8]   |
| 44. | 7. Dezember 2024   | Florianópolis             | WTA Challenger | Sand      | Maja Chwalińska              | Nicole Fossa Huergo Walerija Strachowa        | 7:63, 6:3          |

## Abschneiden bei Grand-Slam-Turnieren

### Einzel
| Turnier         | 2022 | 2023 | 2024 | 2025 | Karriere |
| --------------- | ---- | ---- | ---- | ---- | -------- |
| Australian Open | Q1   | 1    | Q1   | Q2   | 1        |
| French Open     | Q1   | Q3   | 1    | Q1   | 1        |
| Wimbledon       | 1    | Q1   | Q1   | Q1   | 1        |
| US Open         | Q1   | Q1   | Q1   |      | —        |

Zeichenerklärung: S = Turniersieg; F, HF, VF, AF = Einzug ins Finale / Halbfinale / Viertelfinale / Achtelfinale; 1, 2, 3 = Ausscheiden in der 1. / 2. / 3. Hauptrunde; Q1, Q2, Q3 = Ausscheiden in der 1. / 2. / 3. Qualifikationsrunde; nicht ausgetragen